# Толковая Библия Лопухина
Толко́вая Би́блия Лопухина́ (дореф. рус. Толковая Библія или комментарій на всѣ книги Св. Писанія Ветхаго и Новаго Завѣта подъ редакціей А. П. Лопухина) — популярный библейский комментарий, издававшийся в 1904—1913 сначала под редакцией А. П. Лопухина (только Пятикнижие Моисеево), а после его смерти — его преемниками в виде приложения к журналу «Странник» (в составе «Общедоступной богословской библиотеки»).

## Описание
Подготовка и издание в 1876 году полного перевода Библии на русский язык поставило перед отечественными библеистами новую задачу — снабдить указанный текст популярными научными и богословскими комментариями, дабы «дать пастырям церкви, как и всем вообще любителям чтения Слова Божия, пособие к правильному разумению Библии, оправданию и защите истины от искажения её лжеучителями, а также и руководство к уразумению многих неясных в ней мест…». В 1903 году за эту задачу берётся выдающийся российский библеист, профессор богословия Александр Павлович Лопухин, которому удаётся не только собрать высокопрофессиональный редакторский коллектив (профессора A. A. Глаголев, Ф. Г. Елеонский, И. Г. Троицкий, архимандрит (затем епископ) Иосиф (Петровых), А. И. Покровский и мн. другие), но и так заразить их своей идеей, что издание не прекращалось в течение 9 лет после смерти организатора и успешно завершилось в 1913 году.
Редактор и его преемники видят в издании прежде всего просветительскую роль, поэтому намеренно отказываются как от исключительно богословского, так и исключительно научного комментария, пытаясь синтезировать толкования святых отцов с современными (на момент издания) данными библейской науки. Этот новаторский метод является секретом долгожительства «Толковой Библии»: «В отличие от большинства трудов по библеистике, ежегодно теряющих свою актуальность в свете новых открытий учёных, святоотеческий „костяк“ лопухинского текста не может устареть по определению». Несмотря на то, что труд рассчитан на широкие круги читателей, его общедоступность нисколько не снижает высокого научно-богословского уровня.
В 1988 году в Стокгольме вышло второе, репринтное издание «Толковой Библии» Лопухина, приуроченное к празднованию тысячелетия крещения Руси. Данное толкование Библии ставило своей целью вновь познакомить широкую читательскую аудиторию СССР с вершинным достижением отечественной библейско-исторической науки предреволюционного времени. Издатели не ставили своей целью вносить какие бы то ни было изменения в текст комментариев, ограничившись изменением формата издания, — так все 12 томов оригинального издания были за счёт применения особо тонкой бумаги помещены в трёх томах с сохранением старой пагинации.

Вспоминает основатель Института перевода Библии, доктор Борислав Арапович: 
Летом 1987 года Институт обратился с письмом к Русской Православной Церкви, предложив ей 150 тысяч комплектов репринтной Толковой Библии в подарок от народов Северной Европы к празднованию 1000-летия христианства на Руси… Печать и транспортировка такого тиража в одиночку была Институту не под силу — на это требовалось приблизительно 20 млн шведских крон и поэтому мы обратились к Библейским Обществам стран Северной Европы — Дании, Исландии, Норвегии, Швеции, Фарерских островов и Финляндии, которые организовали сбор денег в своих странах. Кроме того, датское правительство добавило 3,5 млн датских крон, норвежский парламент выделил 3 млн норвежских крон, а парламент Фарерских островов — 150 тыс. датских крон. Институт организовал печать и транспортировку книг в Москву, а также вступил в официальные контакты с Русской Православной Церковью, которая передала часть дара другим церквям и разным научным организациям в Советском Союзе. Так Библия в этом даре объединила народы Северной Европы и содействовала укреплению их дружбы с восточными соседями.
После распада СССР Толковая Библия Лопухина неоднократно переиздавалась в РФ и Белоруссии. На разговорном уровне за Толковой Библией прочно закрепилось название «лопухинской». Впрочем, имя Александра Павловича было сохранено и на титульных листах книг, вышедших в свет после его смерти: во всех одиннадцати томах присутствует надпись «издание преемников А. П. Лопухина».

## Издание
- 1-й том (1904) — Пятикнижие Моисеево. Издание под редакцией А. П. Лопухина.

Издания преемников А. П. Лопухина:
- 2-й том (1905) — Книги: Иисуса Навина, Судей, Руфь и Царств.
- 3-й том (1906) — Книги: Паралипоменон, Ездры, Неемии, Товита, Иудифь и Есфирь.
- 4-й том (1907) — Книги: Иова, Псалтырь и Книга притчей Соломоновых.
- 5-й том (1908) — Книги: Екклесиаста, Песни Песней, Премудрости Соломона, Иисуса сына Сирахова и Пророка Исаии.
- 6-й том (1909) — Книги: Прор. Иеремии, Плач Иеремии, Послание Иеремии, Прор. Иезекииля и Прор. Варуха.
- 7-й том (1910) — Книги: Прор. Даниила, Осии, Иоиля, Амоса, Авдия, Ионы, Михея, Наума, Аввакума, Софонии, Аггея, Захарии, и Малахии.
- 7-й том А (1913) — Книги Маккавейские и Третья книга Ездры.
- 8-й том (1911) — Евангелие от Матфея.
- 9-й том (1912) — Евангелия от Марка, Луки и Иоанна.
- 10-й том (1913) — Деяния Св. Апостолов, Соборные Послания Иакова, Петра, Иоанна, Иуды и Послание Ап. Павла к Римлянам.
- 11-й том (1913) — Послания Ап. Павла: к Коринфянам, Галатам, Ефесянам, Филиппийцам, Колоссянам, Фессалоникийцам, Тимофею, Титу, Филимону и к Евреям и Откровение св. Иоанна Богослова.